# Le Boisle
Le Boisle est une commune française située dans le département de la Somme en région Hauts-de-France.
Depuis juillet 2020, la commune fait partie du parc naturel régional Baie de Somme - Picardie maritime.

## Géographie

### Localisation

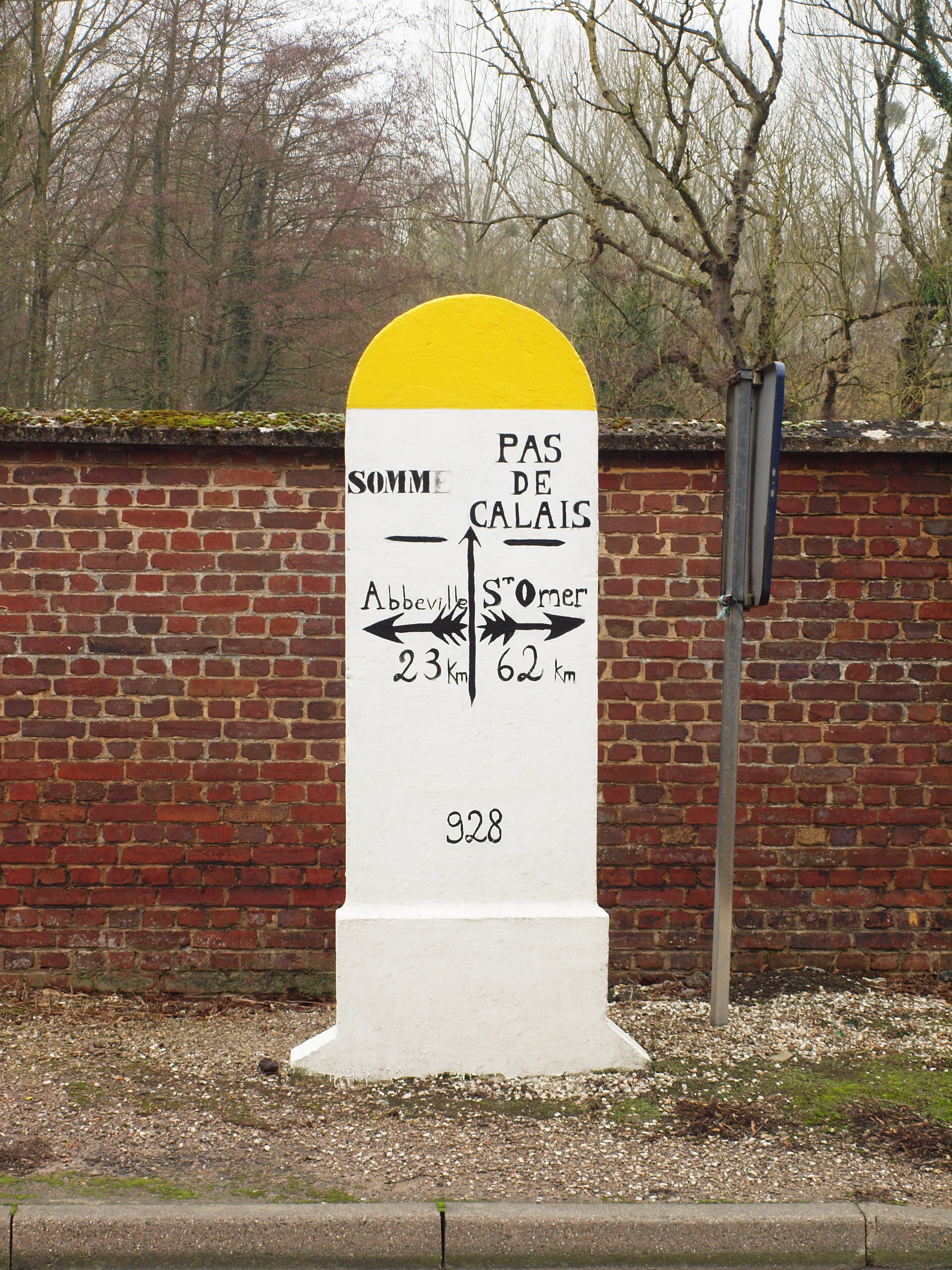
Borne limitant les départements de la Somme et du Pas-de-Calais

Le Boisle est un village picard du Ponthieu et est limitrophe du Pas-de-Calais.
À vol d'oiseau, la commune est située à 8 km au nord-est de Crécy-en-Ponthieu, 12 km au sud d'Hesdin-la-Forêt, 21 km au nord-est d'Abbeville et à 48 km au nord-ouest d'Amiens .
Le territoire de la commune est limitrophe de ceux de huit communes.
Les communes limitrophes sont Labroye, Raye-sur-Authie, Tollent, Boufflers, Brailly-Cornehotte, Dompierre-sur-Authie, Estrées-lès-Crécy et Gueschart.

### Hydrographie

#### Réseau hydrographique
La commune est située dans le bassin Artois-Picardie. Elle est drainée par l'Authie et divers autres petits cours d'eau.
L'Authie, d'une longueur de 108 km, prend sa source dans la commune de Coigneux et se jette  dans la Manche, son embouchure formant une vaste baie, comprise entre Fort-Mahon-Plage et Berck, typique des estuaires picards. Les caractéristiques hydrologiques de l'Authie sont données par la station hydrologique située sur la commune. Le débit moyen mensuel est de 7,83 m3/s. Le débit moyen journalier maximum est de 29 m3/s, atteint lors de la crue du 13 décembre 1966. Le débit instantané maximal est quant à lui de 26,7 m3/s, atteint le 21 mars 2001.
La culture de l'osier, dans la vallée de l'Authie, a donné lieu, par le passé, à une importante activité de vannerie. La Vannerie du Boisle fait revivre cette activité en plantant en 2021 près de 5 000 boutures d'osier sur un  terrain voisin à Labroye.
Le Boisle comptait à la fin du XIXe siècle 60 hectares de marais communaux.

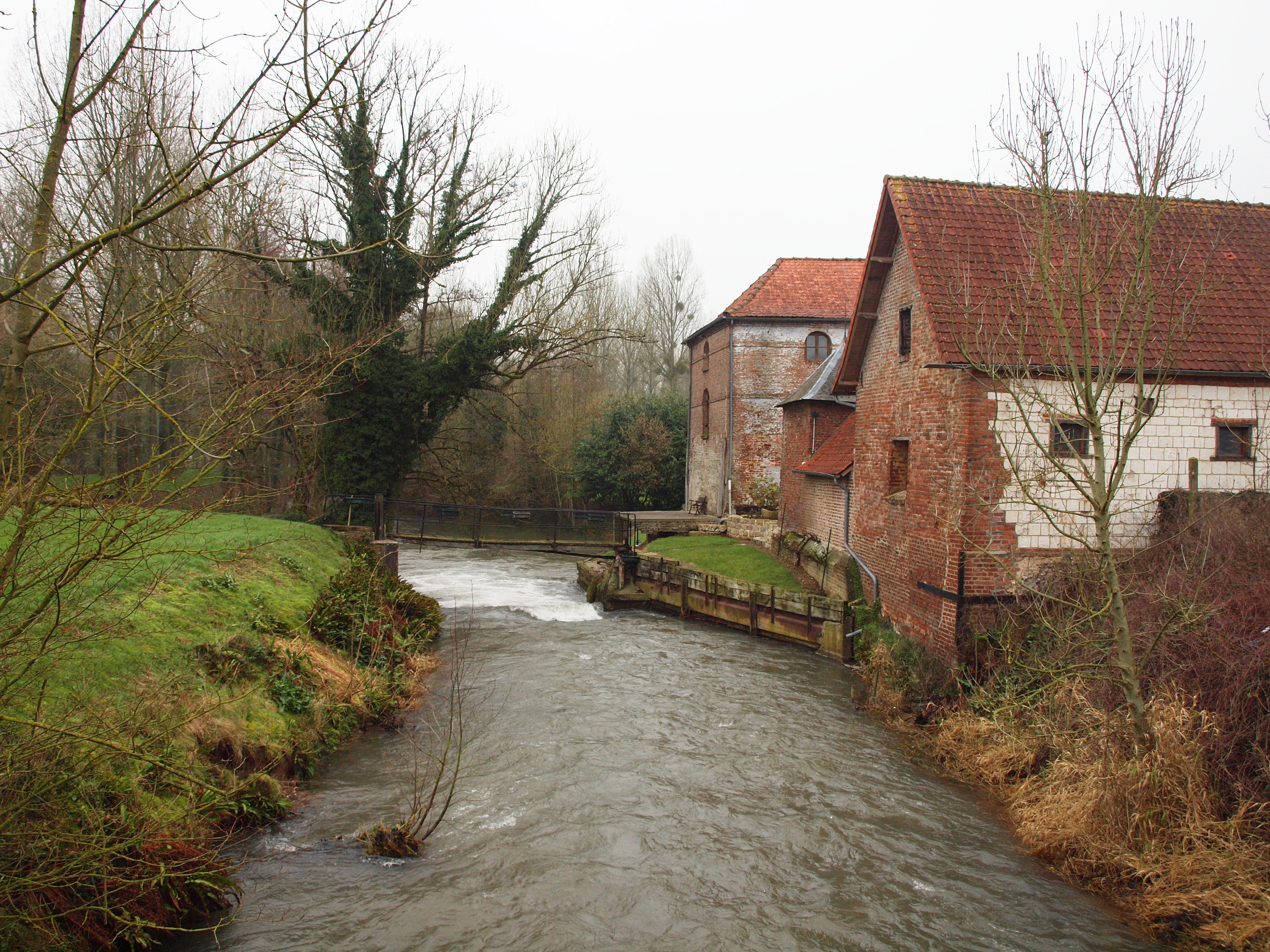
L'Authie au Boisle.
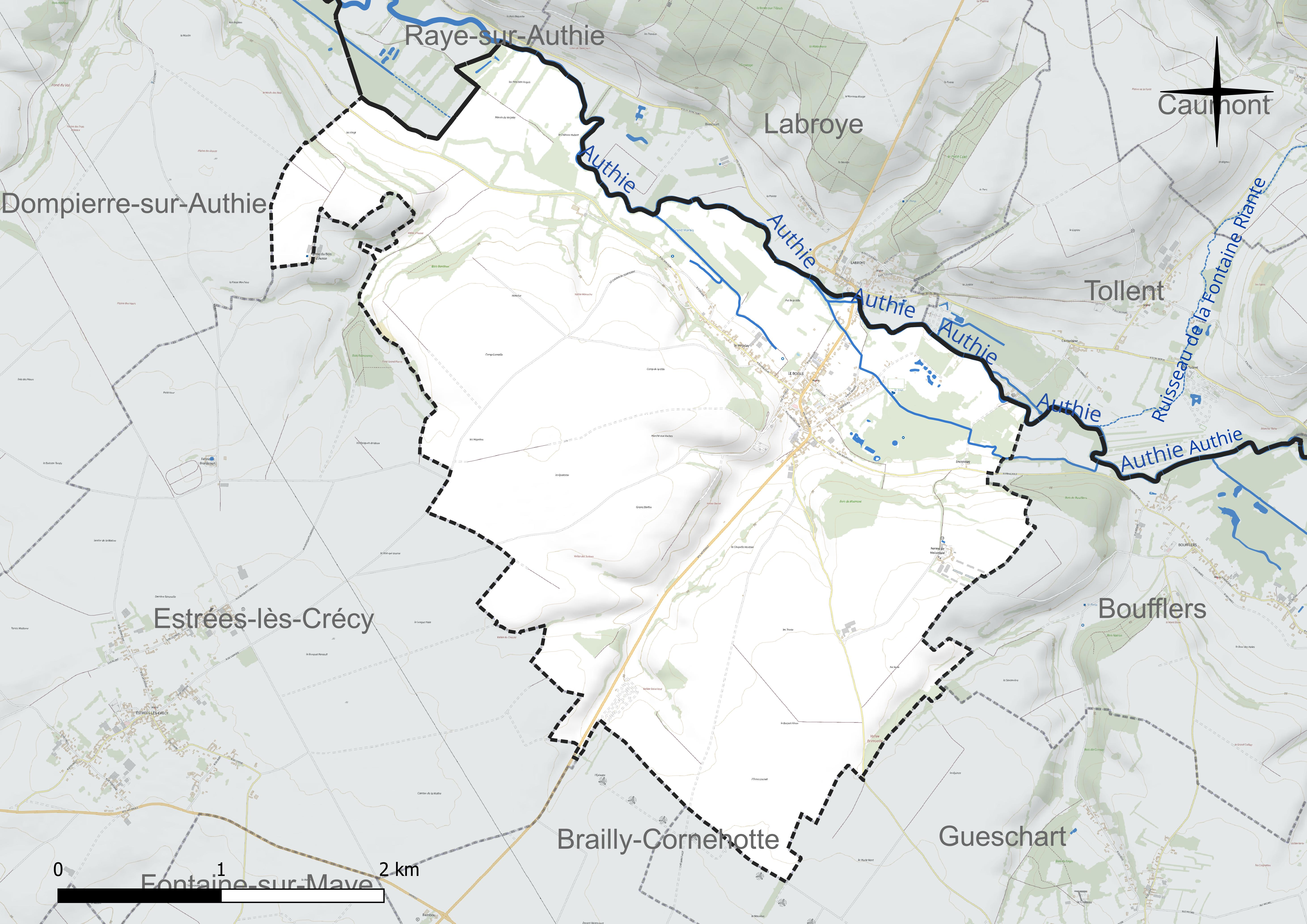
Réseau hydrographique du Boisle.

#### Gestion et qualité des eaux
Le territoire communal est couvert par le schéma d'aménagement et de gestion des eaux (SAGE) « Authie ». Ce document de planification concerne un territoire de 1 253 km2 de superficie, délimité par le bassin versant de l'Authie. Le périmètre a été arrêté le 5 août 1999 et le SAGE proprement dit est, en 2024, en cours d'élaboration. La structure porteuse de l'élaboration et de la mise en œuvre est le syndicat mixte Canche Et Authie.
La qualité des cours d'eau peut être consultée sur un site dédié géré par les agences de l'eau et l'Agence française pour la biodiversité.

### Climat
Pour des articles plus généraux, voir Climat des Hauts-de-France et Climat de la Somme.
En 2010, le climat de la commune est de type climat océanique altéré, selon une étude du CNRS s'appuyant sur une série de données couvrant la période 1971-2000. En 2020, Météo-France publie une typologie des climats de la France métropolitaine dans laquelle la commune est exposée à un climat océanique et est dans la région climatique Côtes de la Manche orientale, caractérisée par un faible ensoleillement (1 550 h/an) ; forte humidité de l'air (plus de 20 h/jour avec humidité relative > 80 % en hiver), vents forts fréquents.
Pour la période 1971-2000, la température annuelle moyenne est de 10,5 °C, avec une amplitude thermique annuelle de 13,2 °C. Le cumul annuel moyen de précipitations est de 834 mm, avec 12,4 jours de précipitations en janvier et 8,2 jours en juillet. Pour la période 1991-2020, la température moyenne annuelle observée sur la station météorologique la plus proche, située sur la commune de Humières à 20 km à vol d'oiseau, est de 10,9 °C et le cumul annuel moyen de précipitations est de 856,9 mm,. Pour l'avenir, les paramètres climatiques de la commune estimés pour 2050 selon différents scénarios d'émission de gaz à effet de serre sont consultables sur un site dédié publié par Météo-France en novembre 2022.

### Milieux naturels et biodiversité
La commune exploite une peupleraie, où 3 000 peupliers ont été plantés en 10 ans ainsi que 300 en 2020, afin d'entretenir la pâture, par conviction écologique et pour lui procurer des revenus, environ trois à quatre mille euros par an.

## Urbanisme

### Typologie
Au 1er janvier 2024, Le Boisle est catégorisée commune rurale à habitat dispersé, selon la nouvelle grille communale de densité à sept niveaux définie par l'Insee en 2022.
Elle est située hors unité urbaine et hors attraction des villes,.

### Occupation des sols
L'occupation des sols de la commune, telle qu'elle ressort de la base de données européenne d'occupation biophysique des sols Corine Land Cover (CLC), est marquée par l'importance des territoires agricoles (91,8 % en 2018), une proportion sensiblement équivalente à celle de 1990 (92,2 %). La répartition détaillée en 2018 est la suivante : 
terres arables (63,3 %), prairies (27,3 %), zones urbanisées (4,5 %), forêts (3,7 %), zones agricoles hétérogènes (1,2 %). L'évolution de l'occupation des sols de la commune et de ses infrastructures peut être observée sur les différentes représentations cartographiques du territoire : la carte de Cassini (XVIIIe siècle), la carte d'état-major (1820-1866) et les cartes ou photos aériennes de l'IGN pour la période actuelle (1950 à aujourd'hui).

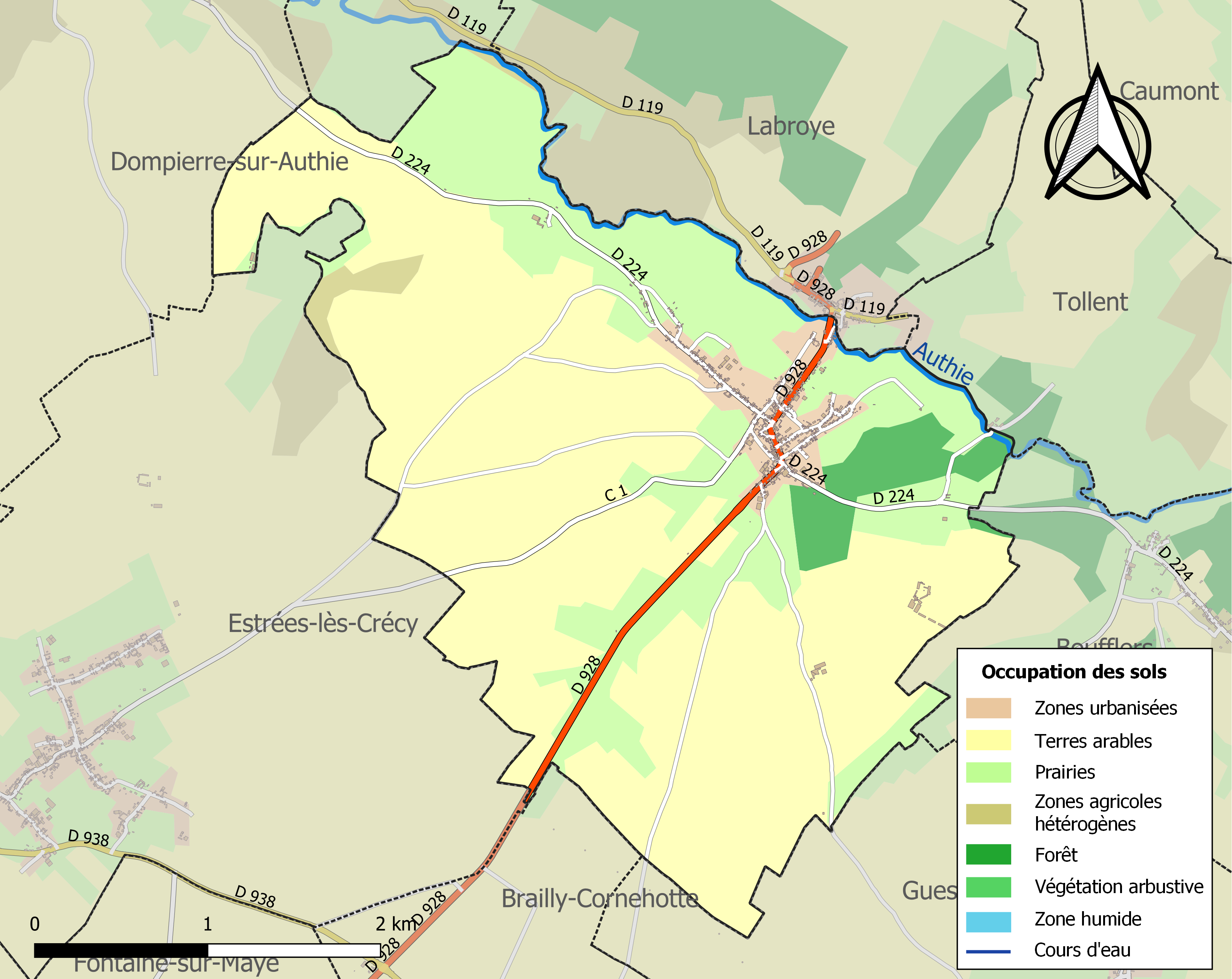
Carte des infrastructures et de l'occupation des sols de la commune en 2018 (CLC).

Voies de communication et transports
La commune est traversée par l'ancienne RN 28, l'axe Abbeville - Hesdin (actuelle RD 928).
En 2019, la localité est desservie par la ligne de bus n°16 (Hesdin - Abbeville) du réseau Trans'80, Hauts-de-France. La société Voyages Dumont effectue le service chaque jour sauf pendant les vacances scolaires, le dimanche et les jours fériés.

### Habitat et logement
En 2019, le nombre total de logements dans la commune était de 224, alors qu'il était de 222 en 2014 et de 215 en 2009.
Parmi ces logements, 74 % étaient des résidences principales, 14,3 % des résidences secondaires et 11,7 % des logements vacants. Ces logements étaient pour 98,6 % d'entre eux des maisons individuelles et pour 0,5 % des appartements.
Le tableau ci-dessous présente la typologie des logements au Le Boisle en 2019 en comparaison avec celle de la Somme et de la France entière. Une caractéristique marquante du parc de logements est ainsi une proportion de résidences secondaires et logements occasionnels (14,3 %) supérieure à celle du département (8,3 %) et à celle de la France entière (9,7 %). Concernant le statut d'occupation de ces logements, 78,9 % des habitants de la commune sont propriétaires de leur logement (83,2 % en 2014), contre 60,2 % pour la Somme et 57,5 pour la France entière.
| Typologie                                               | Le Boisle | Somme | France entière |
| ------------------------------------------------------- | --------- | ----- | -------------- |
| Résidences principales (en %)                           | 74        | 83,2  | 82,1           |
| Résidences secondaires et logements occasionnels (en %) | 14,3      | 8,3   | 9,7            |
| Logements vacants (en %)                                | 11,7      | 8,5   | 8,2            |

## Toponymie

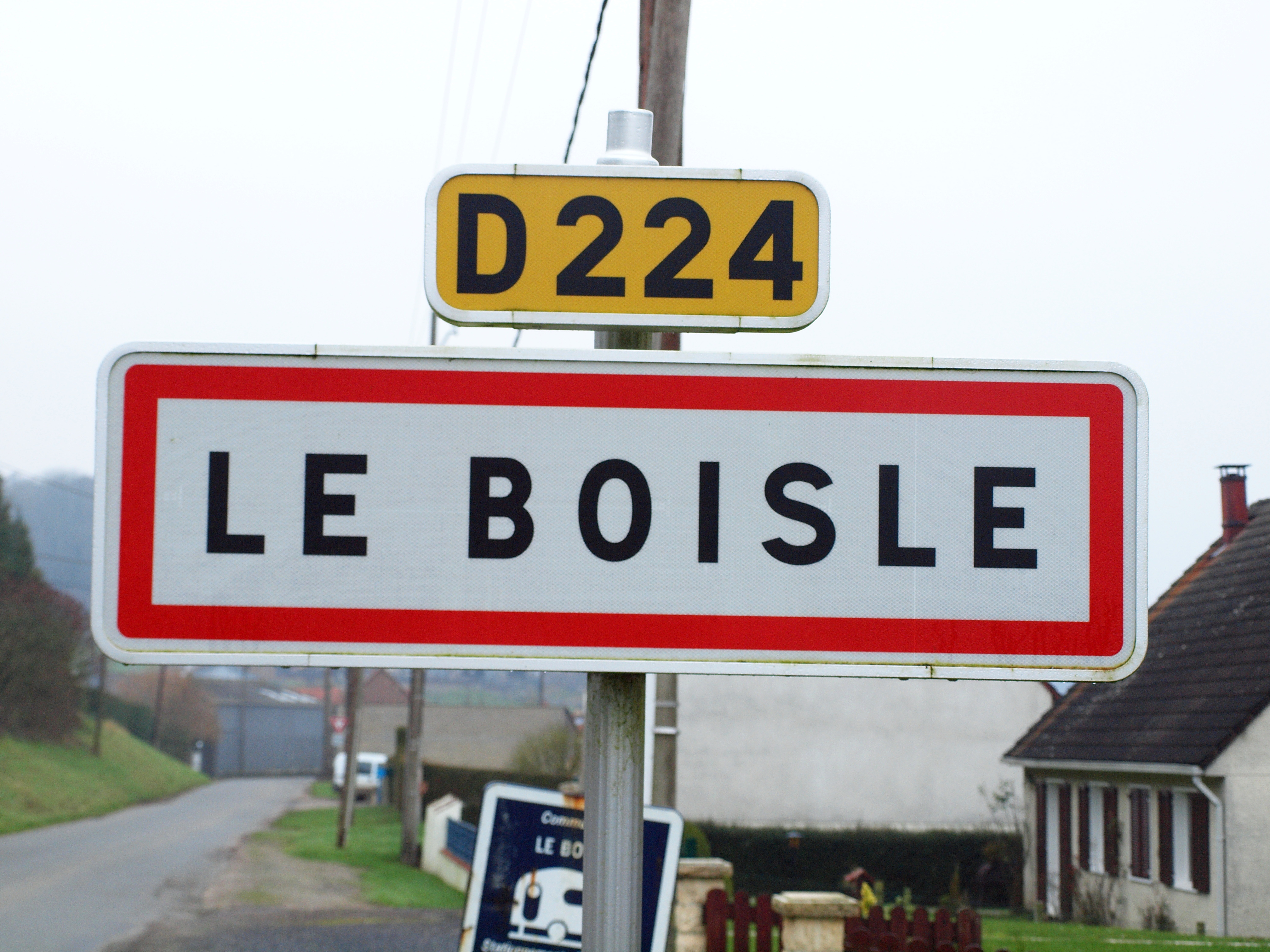
Plaque d'entrée d'agglomération.

Le nom de la localité est attesté sous les formes Broese en 1592 ; Boile en 1710 ; Boisle en 1757 ; Boisle en 1801.
Le Boëlle signifie probablement « village du buisson », par opposition à Larbroye , « village de l'arbre ».

## Histoire

### Préhistoire
Des outils de pierre taillée ont été retrouvés dans le sol communal, attestant d'une occupation préhistorique des lieux.

### Moyen Âge
Une charte communale est accordée en 1194 par Guillaume III, comte de Ponthieu.
En août 1436, le roi de France Philippe VI, en fuite après la bataille de Crécy, traverse le village pour se réfugier au château de Labroye.
La seigneurie  a été détenue par la famille d'Ailly, en commun avec la seigneurie de Labroye, commune voisine.

### Epoque moderne
En 1635, les Espagnols ravagent les environs et inondent la vallée.
Avant la Révolution française, Labroye-Ponthieu, dit Le Boisle dès 1710, dépendait de la paroisse de Labroye-Artois.

### Epoque contemporaine

#### Révolution française et Empire
En 1790, la population obtient son indépendance. La commune du Boisle est alors créée, l'Authie servant de limite communale.

#### Fin du XIXe siècle

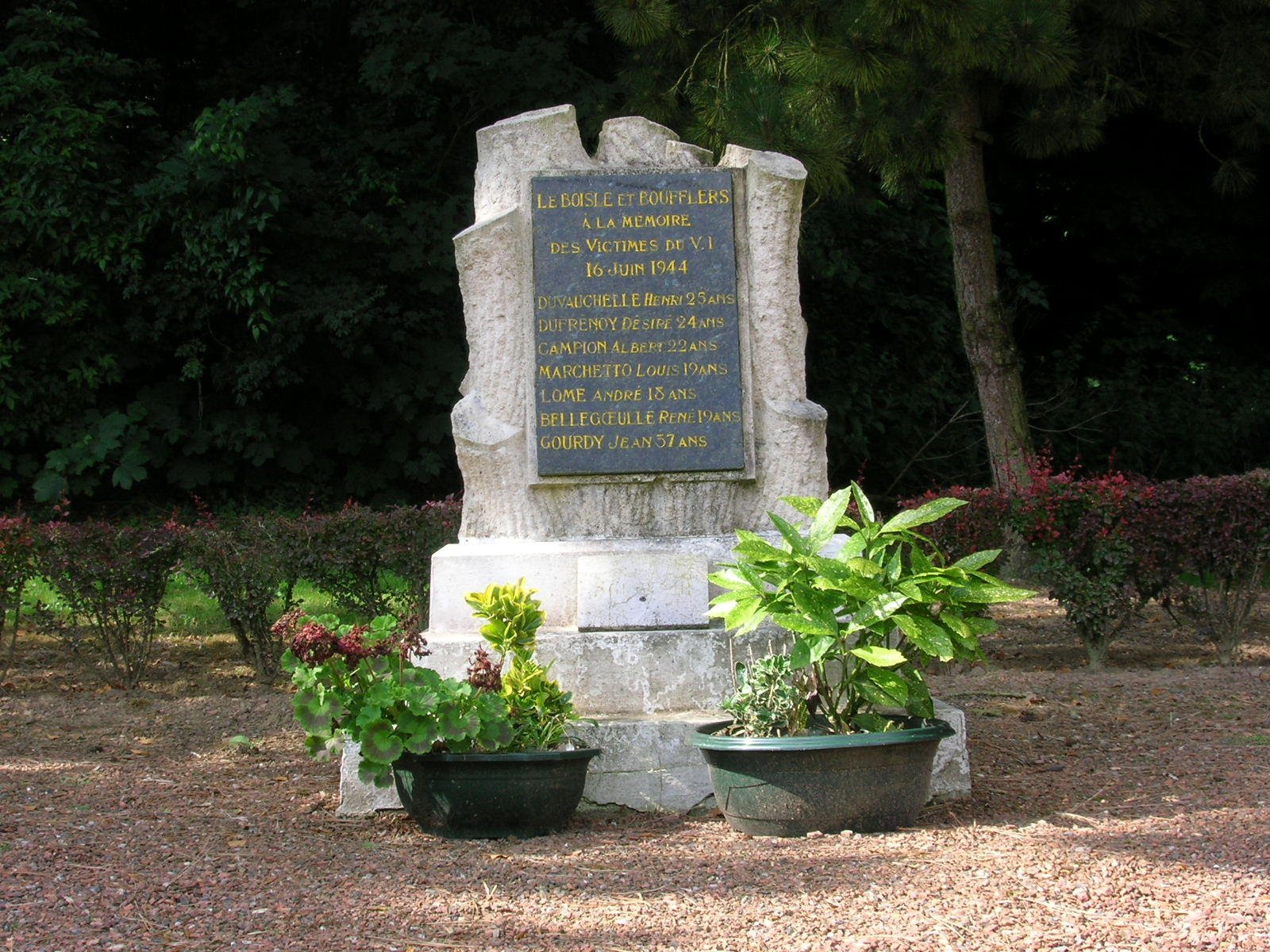
Stèle aux victimes du 16 juin 1944.

En 1899, le village comportait trois hameaux : Enconnay (9 habitants), Moismont (ferme de 9 habitants) et Vergeollay (11 habitants).

#### Seconde Guerre mondiale
Le 16 juin 1944, un V1 allemand s'écrase dans la commune et fait sept victimes civiles,.

## Politique et administration

### Rattachements administratifs et électoraux

#### Rattachements administratifs
La commune se trouve dans l'arrondissement d'Abbeville du département de la Somme.
Elle faisait partie depuis 1793 du canton de Crécy-en-Ponthieu. Dans le cadre du redécoupage cantonal de 2014 en France, cette circonscription administrative territoriale a disparu, et le canton n'est plus qu'une circonscription électorale.

#### Rattachements électoraux
Pour les élections départementales, la commune est membre depuis 2014 du  canton de Rue
Pour l'élection des députés, elle fait partie de la troisième circonscription de la Somme.

### Intercommunalité
Le Boisle était membre de la communauté de communes Authie-Maye, un établissement public de coopération intercommunale (EPCI) à fiscalité propre créé fin 2007 et auquel la commune avait transféré un certain nombre de ses compétences, dans les conditions déterminées par le code général des collectivités territoriales.
Dans le cadre des dispositions de la loi portant nouvelle organisation territoriale de la République du 7 août 2015, qui prévoit que les établissements publics de coopération intercommunale (EPCI) à fiscalité propre doivent avoir un minimum de 15 000 habitants, cette intercommunalité a fusionné avec sa voisine pour former, le 1er janvier 2017, la communauté de communes Ponthieu-Marquenterre dont est désormais membre la commune.

### Liste des maires
| Période                                  | Période                       | Identité        | Étiquette | Qualité |
| ---------------------------------------- | ----------------------------- | --------------- | --------- | ------- |
| Les données manquantes sont à compléter. |                               |                 |           |         |
| mars 2001                                | 2008                          | Jean-Paul Butin |           |         |
| mars 2008                                | juillet 2020                  | Laurent Duval   |           |         |
| juillet 2020                             | En cours (au 22 juillet 2022) | Odile Doublet   |           |         |

## Équipements et services publics

### Eau et déchets
Une station d'épuration des eaux usées est mise en service à l'été 2022

### Enseignement
Jusqu'en 2019, un regroupement pédagogique intercommunal scolarise les élèves de la commune avec ceux de Labroye où vont les enfants relevant de l'enseignement primaire.
Pour l'année scolaire 2015-2016, l'école maternelle publique, classée en zone B pour les vacances scolaires, accueille 23 élèves.
L'école ferme en juin 2019. Les élèves du village sont désormais scolarisés au sein du regroupement pédagogique concentré construit à Gueschart, sous la compétence de la communauté de communes du Ponthieu-Marquenterre.

### Culture
Après la fermeture de l'école maternelle en 2019, une bibliothèque est installée dans les anciens locaux scolaires, gérée par quatre bénévoles,.

## Population et société

### Démographie
L'évolution du nombre d'habitants est connue à travers les recensements de la population effectués dans la commune depuis 1793. Pour les communes de moins de 10 000 habitants, une enquête de recensement portant sur toute la population est réalisée tous les cinq ans, les populations de référence des années intermédiaires étant quant à elles estimées par interpolation ou extrapolation. Pour la commune, le premier recensement exhaustif entrant dans le cadre du nouveau dispositif a été réalisé en 2005.

En 2022, la commune comptait 330 habitants, en évolution de −8,33 % par rapport à 2016 (Somme : −1,26 %, France hors Mayotte : +2,11 %).
| 1793 | 1800 | 1806 | 1821 | 1831 | 1836 | 1841 | 1846 | 1851 |
| ---- | ---- | ---- | ---- | ---- | ---- | ---- | ---- | ---- |
| 484  | 549  | 535  | 555  | 631  | 666  | 665  | 685  | 694  |

| 1856 | 1861 | 1866 | 1872 | 1876 | 1881 | 1886 | 1891 | 1896 |
| ---- | ---- | ---- | ---- | ---- | ---- | ---- | ---- | ---- |
| 664  | 709  | 698  | 705  | 685  | 687  | 685  | 656  | 669  |

| 1901 | 1906 | 1911 | 1921 | 1926 | 1931 | 1936 | 1946 | 1954 |
| ---- | ---- | ---- | ---- | ---- | ---- | ---- | ---- | ---- |
| 660  | 687  | 632  | 572  | 517  | 553  | 560  | 505  | 491  |

| 1962 | 1968 | 1975 | 1982 | 1990 | 1999 | 2005 | 2006 | 2010 |
| ---- | ---- | ---- | ---- | ---- | ---- | ---- | ---- | ---- |
| 578  | 566  | 529  | 506  | 455  | 426  | 380  | 377  | 392  |

| 2015 | 2020 | 2022 | - | - | - | - | - | - |
| ---- | ---- | ---- | - | - | - | - | - | - |
| 364  | 333  | 330  | - | - | - | - | - | - |

### Médias
Outre les médias régionaux (Le Courrier picard et Le Journal d'Abbeville), la commune s'est doté en 2020 d'un bulletin municipal, dénommé en picard « Din min tchot poéyi ».

## Culture locale et patrimoine

### Lieux et monuments
- Église Saint-Vaast. Le clocher a dû être reconstruit entièrement en brique au début du XXe siècle. L'église renferme une statue de saint Vaast avec le nez usé à la suite des frottements de chaussures des pèlerins[24],[7].

L'église Saint-Vaast, monument incontournable du Boisle.
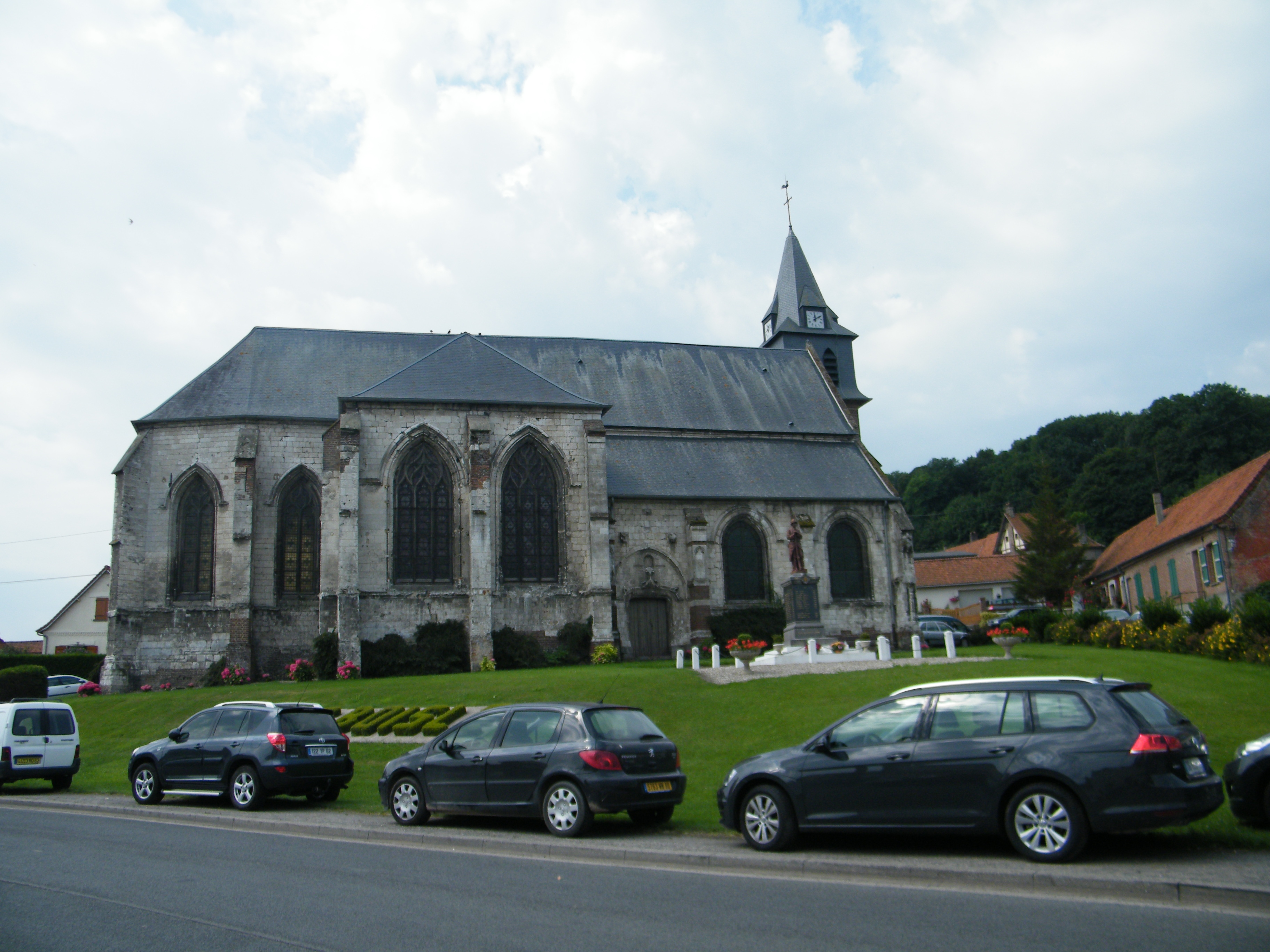
L'église Saint-Vaast.
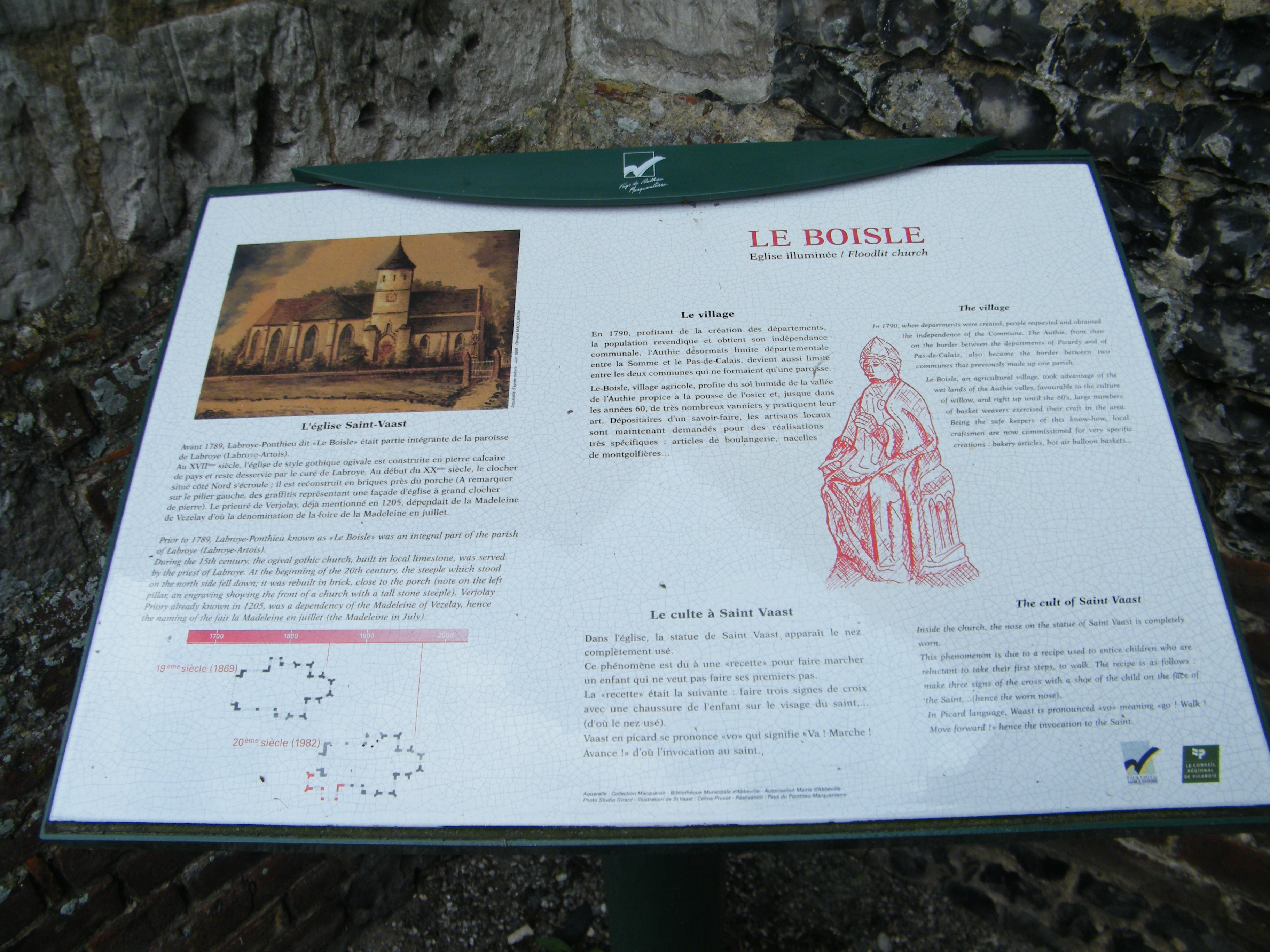
Histoire locale.
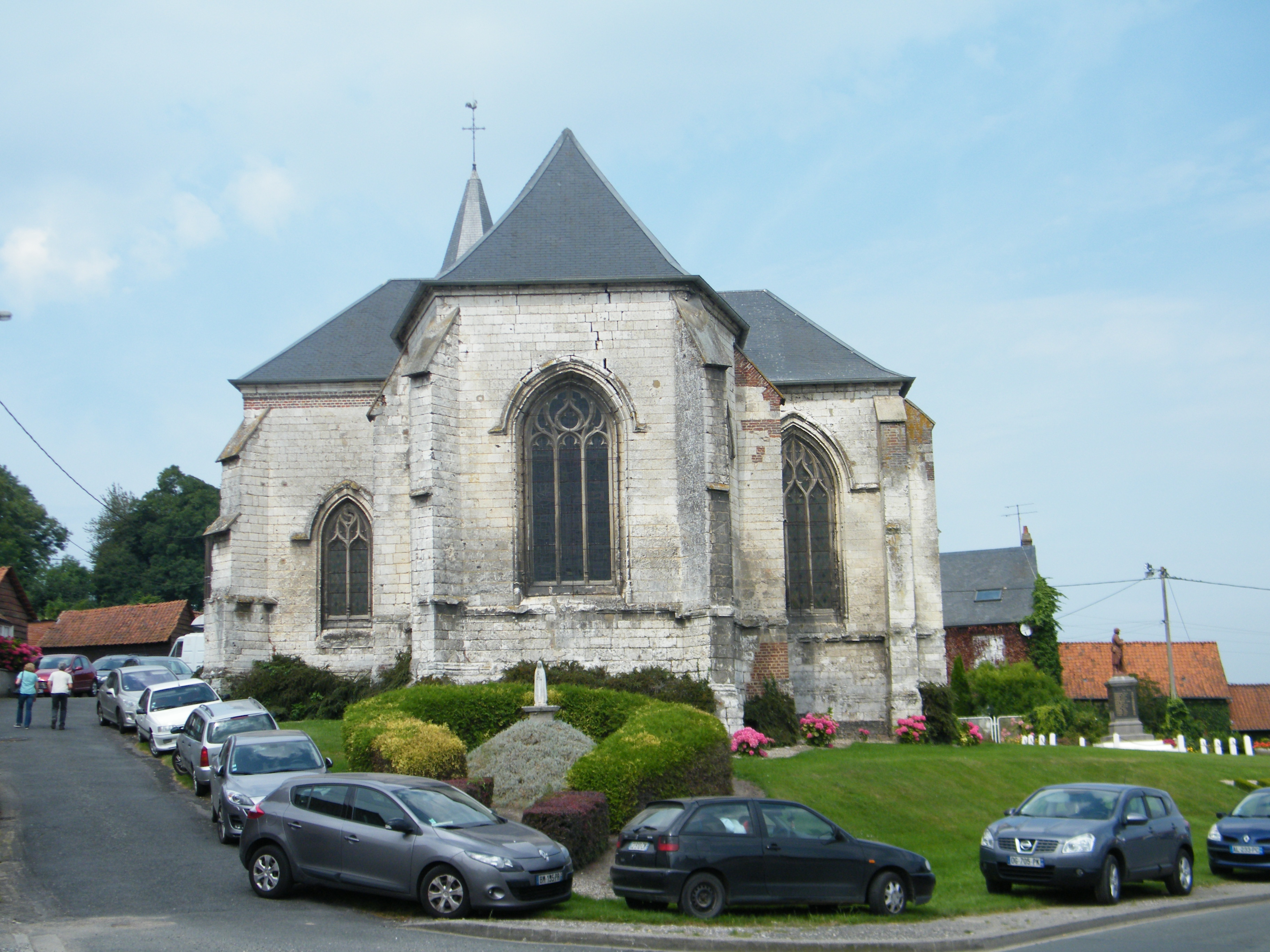
Chevet de Saint-Vaast.
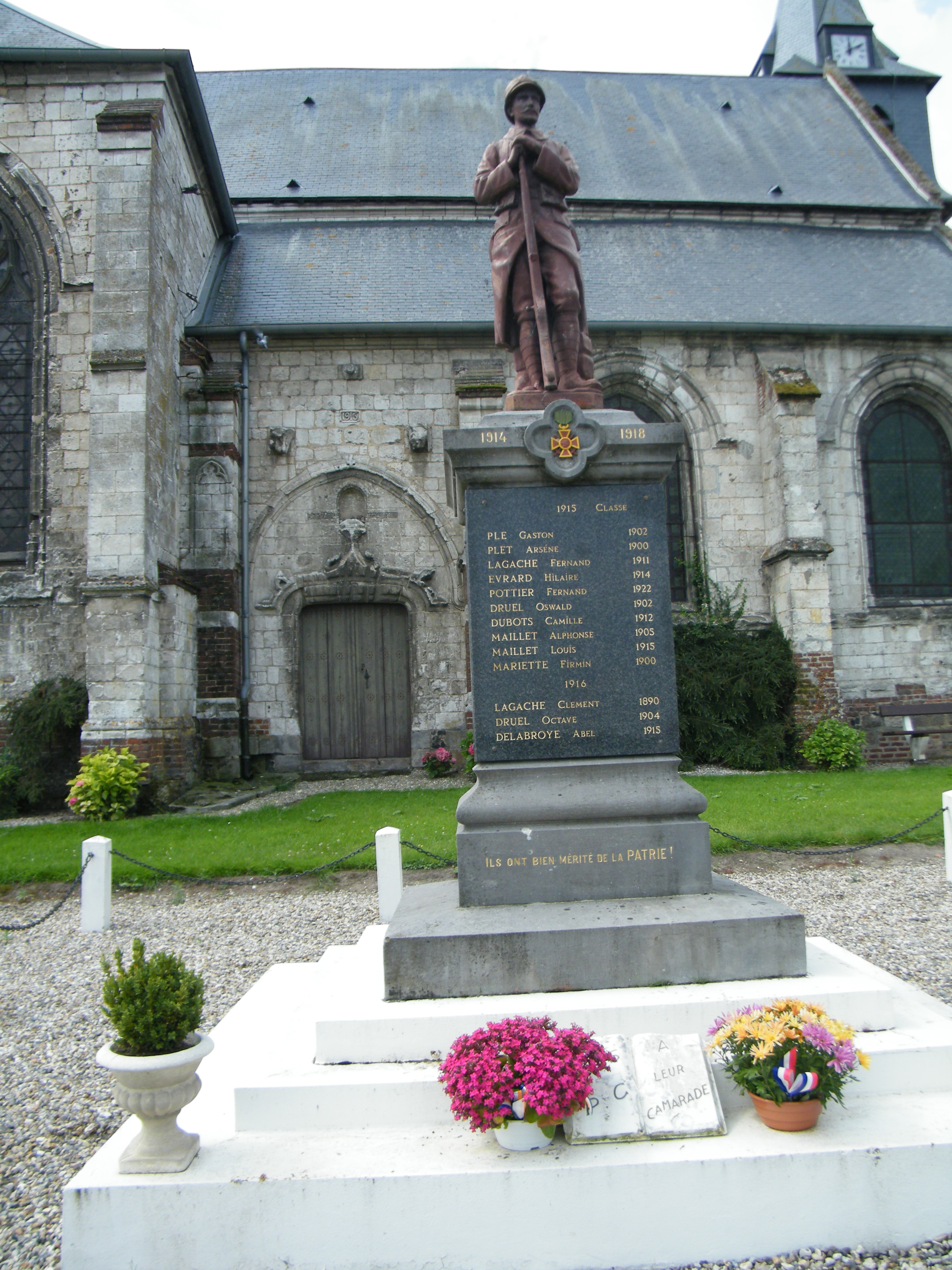
Monument aux morts.
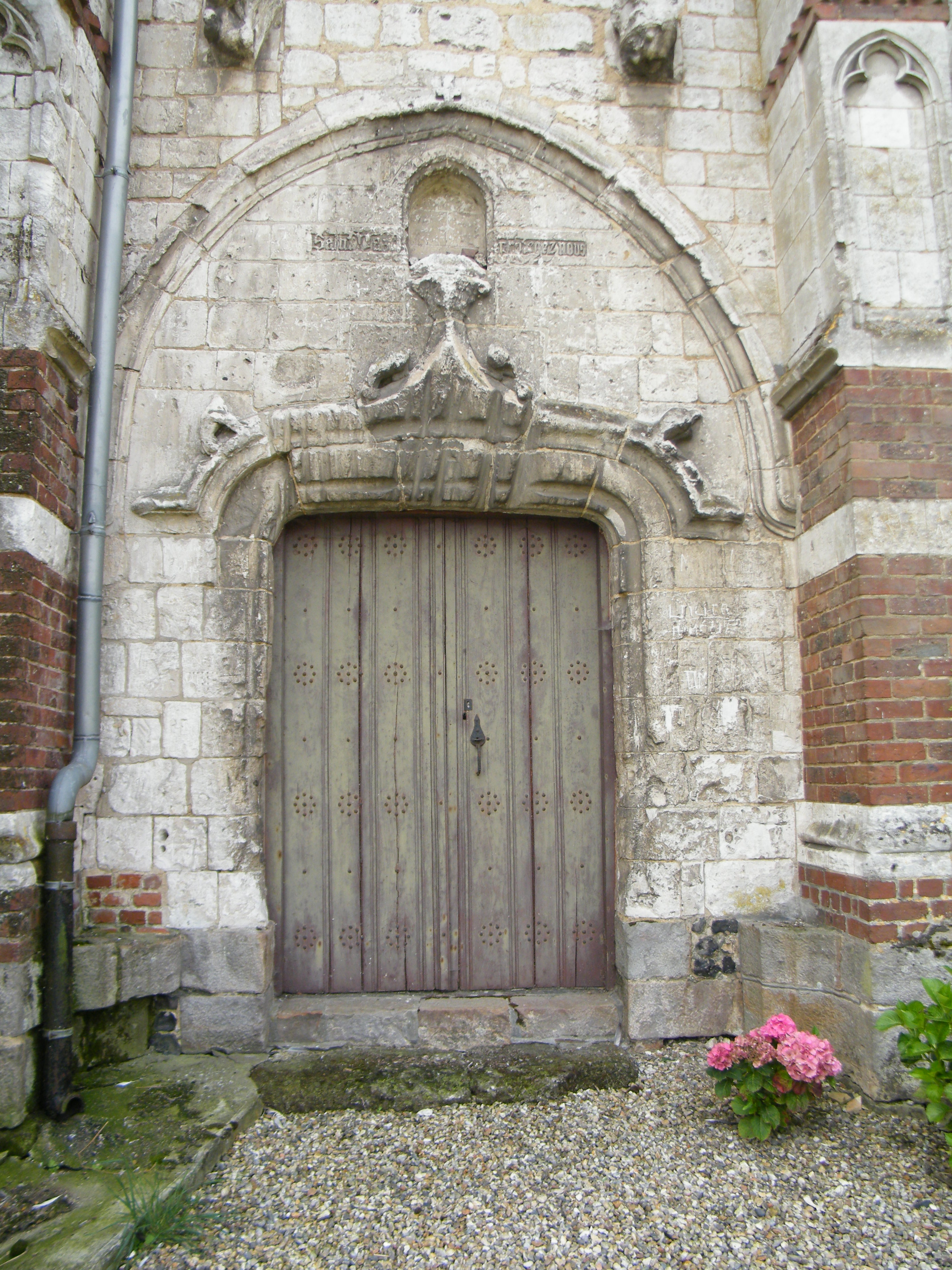
Entrée latérale de Saint-Vaast.
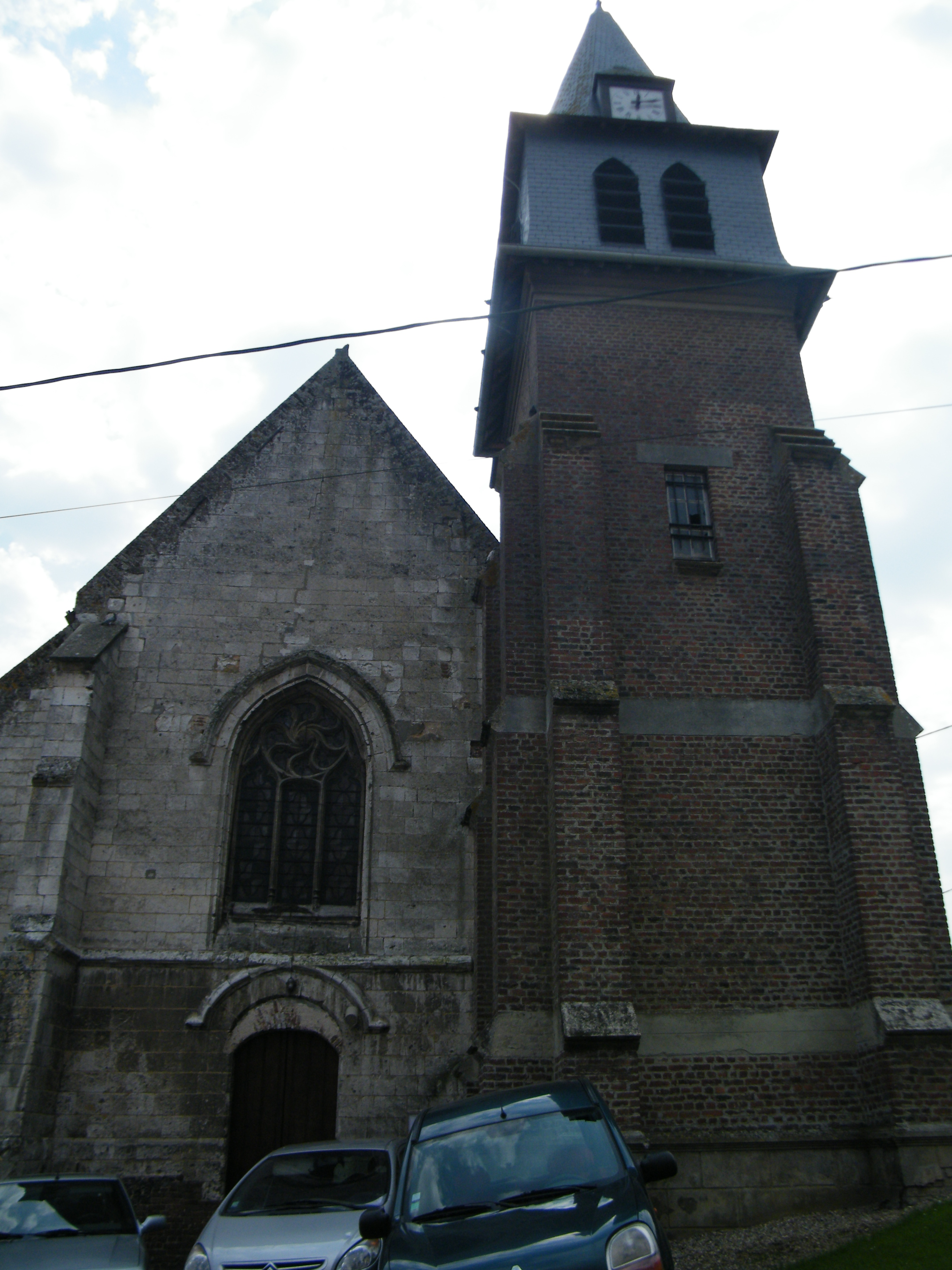
Vue du clocher.

### Personnalités liées à la commune
Parmi les noms d'anciens seigneurs du Boisle qui nous sont parvenus, on peut signaler : 
- En 1130, Guy d'Amiens, chevalier[7].
- En 1770, Emmanuel de Durfort, duc de Duras et lieutenant général des armées[7].

### Héraldique
| Blason de Boisle (Le) | Blason  | De gueules au saule têtard écourté d'argent ; au chef échiqueté d'argent et d'azur. |
| Blason de Boisle (Le) | Détails | Le saule, ajouté aux armes de la famille d'Ailly, symbolise le marais, la culture de l'osier et la vannerie qui ont fait du Boisle un des principaux centres de Picardie pour cette activité. Création de Jacques Dulphy adoptée le 30 juin 2017. |